# Fibigia triquetra
Fibigia triquetra là một loài thực vật có hoa trong họ Cải. Loài này được (DC.) Boiss. ex Prantl mô tả khoa học đầu tiên năm 1891.